# Сергиево-Елизаветинское убежище
Се́ргиево-Елизаве́тинское убе́жище — благотворительное учреждение (инвалидный дом), основанное по инициативе Великой княгини Елизаветы Фёдоровны. Располагалось вблизи подмосковного села Всехсвятского (ныне район станции метро «Аэропорт»). В убежище жили и обучались новым профессиям инвалиды Русско-японской войны и дети-сироты.
После Октябрьской революции Сергиево-Елизаветинское убежище было упразднено. Основные его постройки были снесены в 1970-х годах. В настоящее время территорию убежища занимает ГосНИИАС.

## История

### Убежище у Тверской заставы
Во время Русско-японской войны и после её окончания в Москву пребывало большое количество раненых. Великая княгиня Елизавета Фёдоровна приняла решение о создании военного убежища для инвалидов войны. Её супруг, московский генерал-губернатор великий князь Сергей Александрович, выделил средства на строительство инвалидного дома, но вскоре погиб в результате покушения. Устройством этого благотворительного учреждения занялась Елизавета Фёдоровна.
«Трудовое убежище увечных русско-японской войны» было основано 7 февраля 1906 года. Первоначально оно размещалось в арендованном доме Комоловых на Петербургском шоссе у Тверской заставы (ныне на этом месте Пограничная академия ФСБ России; Ленинградский проспект, дом 3). Оно было рассчитано на 50 человек. В убежище принимались инвалиды войны, которые были относительно работоспособными, но не могли заниматься земледельческим трудом. Инвалиды проходили обучение трудовым специальностям, чтобы после его окончания они могли вернуться домой и зарабатывать на жизнь своим трудом, не обременяя родственников.
Обучение сапожному, портновскому и переплётному мастерству длилось не менее года. На этот период инвалидам предоставлялась бесплатная квартира, содержание, одежда и необходимое лечение. Выплачивалась заработная плата и пенсия. Каждую мастерскую убежища возглавлял опытный мастер-руководитель. Помимо трудовых специальностей инвалиды обучались грамоте, арифметике и церковному пению. Выполненные инвалидами изделия убежище продавало, а вырученные деньги шли на покупку материалов и зарплаты. После окончания обучения инвалидам предоставлялись перевозочные документы, необходимая одежда и инструменты.
Изначально убежище было также и лазаретом, но 20 мая 1906 года все больные были отправлены в лазарет села Ильинского, и убежище осталось только трудовым. При убежище были открыты ткацкая и слесарная мастерские, но вскоре их пришлось закрыть, так как не нашлось желающих в них заниматься. По воскресеньям и праздничным дням инвалиды посещали приходской храм. В качестве развлечения они могли играть на балалайках, несколько раз в год посещали цирк и манеж, где проходили народные гулянья.
- Спальня
- Портновская мастерская
- Сапожная мастерская

### Убежище в селе Всехсвятском
Из-за того, что арендуемое убежищем помещение не удовлетворяло санитарным требованиям, было решено построить для него собственное здание. Министерство землевладения и землеустройства выделило под строительство трудового убежища землю при селе Всехсвятском в Малой Всехсвятской роще у Петербургского шоссе. Этот участок находился рядом с Александровским убежищем для увечных и престарелых воинов русско-турецкой войны и с Алексеевским приютом для офицеров. Убежище было решено назвать «Сергиево-Елизаветинским» — в честь Сергея Александровича и Елизаветы Фёдоровны. Проект здания разработал военный инженер Н. С. Шуцман. Церемония закладки убежища состоялась 5 июля 1907 года. На молебне присутствовали Елизавета Фёдоровна, генерал-губернатор Москвы С. К. Гершельман и почётный опекун А. А. Пушкин. 26 сентября 1908 года состоялось водружение крестов на домовый храм Преподобного Сергия и Праведной Елисаветы. 25 октября 1908 года главное здание убежища было освящено в присутствии Елизаветы Фёдоровны, представителей московских властей и жертвователей. К 1909 году строительство было полностью завершено. Устройство убежища обошлось в 200 тысяч рублей.
Адрес убежища был следующим: «За Тверской заставой, Петербургское шоссе. Собственный дом. Телефон № 77». Здания Сергиево-Елизаветинского убежища располагались рядом с теперешней станцией метро «Аэропорт», примерно в районе современного дома 7 по улице Викторенко.
Канцелярия убежища находилась в кремлёвском Потешном дворце. Председателем правления Сергиево-Елизаветинского убежища была Елизавета Фёдоровна. В состав правления входили многие богатые и авторитетные граждане Москвы. Начальником убежища был генерал-майор Николай Иванович Висковский.
Убежище было рассчитано на проживание около 100 человек. Туда принимали инвалидов Русско-японской войны а также полицейских, получивших увечья при исполнении служебного долга. В приюте им оказывали медицинскую помощь и обучали трудовым специальностям. Тем, кто не хотел оставаться в убежище на правах инвалидов, подыскивали работу.
В приют принимали и детей-сирот, чьи родители погибли на войне. При убежище для детей имелось начальное училище с ремесленным отделением. Был театр и собственный духовой оркестр, где могли принимать участие и ветераны. Воспитание было организовано по-военному, большое внимание уделялось строевой подготовке и гимнастике. Учащиеся убежища во время каникул ходили на различные образовательные экскурсии в Кремль, Оружейную палату, Исторический музей, Сельскохозяйственный институт, Троице-Сергиеву лавру, Новый Иерусалим, Николо-Угрешский монастырь, а также посещали Большой и Малый театры. Одеты воспитанники были в специальную форму: чёрный суконный мундир или гимнастёрку защитного цвета, чёрные суконные брюки с красным кантом, чёрную суконную фуражку с малиновым кантом, сапоги и кожаный ремень с медной пряжкой. На малиновых погонах красовались вензеля «С. Е.». Сергиево-Елизаветинское убежище вскоре получило широкую известность как в России, так и в Европе.
В состав убежища входили двухэтажные кирпичные главный и малый дома. Была своя электростанция и несколько деревянных хозяйственных построек. Имелось центральное паровое отопление. В главном доме размещались три общие спальни, классные помещения, библиотека, музыкальный и певческий классы с духовыми инструментами и пианино, столовая и кухня, канцелярия, вещевой склад и мастерские: переплётная, портняжная и сапожная. В малом доме были квартиры начальника приюта и других служащих, а также амбулатория. Перед главным и малым домами был разбит сквер с клумбами и аллеями, а за домами начиналась Малая Всехсвятская роща. От Петербургского шоссе к основным корпусам вела аллея. Слева от неё находились электростанция, хозяйственный и сторожевой дома, флигель и прочие постройки. Начало аллеи украшали два обелиска с вензелями «С. Е.», увенчанные двуглавыми орлами.
На первом этаже основного здания убежища размещался домовый храм Преподобного Сергия и Праведной Елисаветы. Его настоятелем был иерей Пётр Васильевич Соколов (1873—1938), для которого в 1912 году на территории убежища был построен отдельный дом. Церковным старостой был известный московский ресторатор Сергей Иванович Натрускин.
Основной объём средств на содержание убежища выделяла Елизавета Фёдоровна. Приходили пожертвования и от других благотворителей. Например, 3 января 1910 года в Благородном собрании состоялся концерт в пользу «Сергиево-Елизаветинского убежища для увечных Русско-японской войны и училища для солдатских сирот, что в селе Всехсвятском». А 30 декабря 1910 года в пользу убежища в Большом театре прошла опера Риголетто с участием А. В. Неждановой и Л. В. Собинова. В 1909 году Москву посетил японский принц Куни, в Кремле он встретился с Елизаветой Фёдоровной. Вскоре на счёт убежища поступила значительная сумма от неизвестных благотворителей, поэтому есть предположение, что это принц таким образом проявил благородство и уважение к противнику.
После начала Первой мировой войны в убежище был организован лазарет имени Елизаветы Фёдоровны для 15 раненых воинов. Несколько старших воспитанников и некоторые учителя были призваны на военную службу. 10 декабря 1914 года убежище посетила царская семья: император Николай II с императрицей Александрой Фёдоровной, цесаревич Алексей, великие княжны Татьяна, Мария и Анастасия. По этому случаю воспитанники убежища устроили представление. В 1915 году московский благотворительный комитет выделил 500000 рублей на расширение приюта. 15 февраля 1915 года церемония открытия Московского Братского кладбища для воинов Первой Мировой войны началась с богослужения в домовом храме Сергиево-Елизаветинского убежища.
Во многих современных публикациях с Сергиево-Елизаветинским убежищем ассоциируется кладбище «Арбатец» (ныне сквер), располагавшееся в 2 км к западу. Утверждается, что там хоронили умерших в убежище инвалидов. Ошибочное предположение о расположении убежища в непосредственной близости от кладбища содержится в книге «Сорок сороков» П. Г. Паламарчука. О том, что кладбище относилось к Сергиево-Елизаветинскому убежищу, указано на историко-архитектурном опорном плане, составленном в 1990-х годах в связи с благоустройством территории соседнего Мемориального парка. Около сквера расположен дореволюционный кирпичный дом, который в 2018 году был включён в список выявленных объектов культурного наследия как «Часовня мемориального кладбища „Арбатец“ при Сергиево-Елизаветинском убежище для ветеранов русско-японской войны 1904—1905 годов, 1911 г.».
- Главное здание
- Общий вид
- Интерьер храма Сергия Радонежского и Праведной Елисаветы

### Закрытие и снос
После Октябрьской революции домовый храм Сергиево-Елизаветинского убежища был закрыт, а ценности были перенесены в только что построенный храм Спаса Преображения на Братском кладбище. В первой половине 1920-х годов в корпусах Сергиево-Елизаветинского убежища действовал детский «Дом юношества» № 2 Краснопресненского района на 150 детей, где велась экспериментальная работа. По сведениям 1925 года «Дом юношества» носил имя Тимирязева, там имелись огороды и оранжереи. По сведениям 1930 года, в «Доме юношества» обучалось 400 детей рабочих завода «Изолятор», это была одна из лучших и образцовых школ города. В 1930 году «Добролёт» потребовал освобождения «Дома юношества» для размещения там аэровокзала. По сведениям 1930 года, в «Доме юношества имени Тимирязева» размещался Индустриально-педагогический техникум Краснопресненского района.
До конца 1940-х годов в зданиях Сергиево-Елизаветинского убежища размещалось КБ Сухой. Затем постройки убежища перешли к НИИ-2 Минавиапрома (ныне ГосНИИАС). Бывший главный дом Сергиево-Елизаветинского убежища стал корпусом института, а в малом доме разместился отдел кадров. Обелиски, установленные при въезде в убежище, продолжали стоять на Ленинградском проспекте до конца 1950-х годов (уже без двуглавых орлов). В начале 1970-х в непосредственной близости от главного здания убежища началось строительство новых корпусов ГосНИИАСа. Из-за этого здание дало трещину, и его было решено снести. Малый дом убежища также не сохранился.

### Сноски
1. ↑  Здесь и далее все даты до 1917 года приведены по юлианскому календарю
2. ↑  Пётр Васильевич Соколов был расстрелян в 1938 году на Бутовском полигоне. В 2000 году он был канонизирован Архиерейским собором Русской православной церкви.
3. ↑  Несмотря на то, что этот дом многие источники называют часовней кладбища «Арбатец», документальных подтверждений этого факта не найдено. По этой причине здание не передано православной церкви.